# Illis quorum
Illis quorum meruere labores (deutsch: „Für diejenigen, deren Arbeit es verdient hat“), umgangssprachlich Illis quorum genannt, ist eine Medaille, die von der schwedischen Regierung verliehen wird, um Bemühungen für kulturelle, wissenschaftliche und andere gemeinnützige Zwecke zu ehren. Sie wurde 1785 von König Gustav III. ins Leben gerufen und bis vor 1975 von der Kunglig Majestät verliehen. 
Die Auszeichnung ist die älteste schwedische Regierungs-Medaille und ausschließlich in Gold in verschiedenen Größen erhältlich. Sie trägt auf der Vorderseite das Bild des Königs und rückseitig den Namen des Ausgezeichneten. Illis Quorum wurde lange Zeit fast ausschließlich an schwedische Staatsbürger verliehen. Seit der Reform der schwedischen Regierungsorden von 1975 kann die Medaille auch an Ausländer vergeben werden, deren persönliche Beiträge von besonderer Bedeutung für Schweden, schwedische Interessen oder Schwedens Beziehungen zu anderen Ländern sind.

## Bekannte Träger
- Gertrud Adelborg, schwedische Frauenrechtlerin, 1907[3]
- Sophie Adlersparre, schwedische Frauenrechtlerin, 1895[4]
- Lea Ahlborn, schwedische Künstlerin, 1883
- Per Anger, schwedischer Diplomat, 2002[2]
- Gerda Boëthius, schwedische Kunsthistorikerin, 1950[5]
- Calla Curman, schwedische Schriftstellerin und Feministin, unbekannt[6]
- Lars Birger Ekeberg, schwedischer Jurist und Reichsmarschall, 1964[7]
- Hédi Fried, rumänisch-schwedische Holocaust-Überlebende, 1998[2]
- Ellen Hagen, schwedische Frauenrechtlerin, Politikerin und Autorin, unbekannt[8]
- Carola Häggkvist, schwedische Popsängerin, 2023[9]
- Honorine Hermelin schwedische Frauenrechtlerin, Pädagogin und Übersetzerin[10]
- Kerstin Hesselgren, schwedische Politikerin und Frauenrechtlerin, 1918
- Arne Isacsson, schwedischer Kunstpädagoge und Maler, 1999[2]
- Margaretha Krook, schwedische Bühnen- und Filmschauspielerin, 1995[2]
- Mia Leche Löfgren, schwedische Schriftstellerin, 1950
- Friedrich Mehler, deutsch-schwedischer Komponist, 1976[2]
- Red Mitchell, US-amerikanischer Bassist, 1992[2]
- Agda Montelius Philanthropin und Frauenrechtlerin
- Anna Sandström, schwedische Lehrerin, Reformpädagogin und Frauenrechtlerin, 1904[11]
- Lydia Wahlström, schwedische Historikerin, Autorin und Feministin, 1934[12]
- Raoul Wallenberg, schwedischer Diplomat, 1952
- Putte Wickman, schwedischer Musiker, 1994[2]